# 樋口眞哉
樋口 眞哉（ひぐち しんや、1953年11月12日 - ）は、日本の実業家。元山陽特殊製鋼代表取締役社長。大阪府出身。

## 来歴
1972年に大阪府立北野高等学校を卒業、同年東京大学文科一類入学。大学ではバレーボール部に所属し、男子部主将。1976年に東京大学法学部を卒業後、新日本製鐵に入社。1984年-1986年にハーバード大学経営大学院に留学、1986年に経営学修士号を取得し卒業。2007年に新日本製鐵執行役員。2010年に常務執行役員。2012年に新日鐵住金代表取締役副社長。2016年より山陽特殊製鋼代表取締役社長。新日鐵住金から増資を受けてOvakoの完全子会社化を執行。2019年より特殊鋼倶楽部会長。2021年に山陽特殊製鋼取締役相談役。

## 人物
薄板営業を担当しており、進藤孝生が決まるまで、日本製鉄社長の本命と有力視され、布野幸利の後任の日銀民間審議委員にも取りざたされた。特殊鋼倶楽部会長時には、韓国による不当廉売関税を非難した。